# 伊藤荣一
伊藤荣一（日语：／ Itō Eichi */?，1925年10月1日—2020年2月24日），日本古典音乐指挥家，东京学艺大学名誉教授。

## 生平
1950年毕业于东京音乐学校本科器楽科。师从渡边晓雄、金子登等学习指挥，跟随水谷达夫学习钢琴，跟随高田三郎学习作曲。1951年，在金子登主办的东京歌剧协会上为贾科莫·普契尼的《杜蘭朵》、小约翰·施特劳斯的《蝙蝠》担任副指挥。1953年参与成立二期会合唱团，任首位常任指挥，参加了《费加罗的婚礼》《魔笛》《卡门》《茶花女》等许多演奏会、歌剧、节目的指挥工作。期间还参加了本杰明·布里顿《五花歌》、吉安·卡洛·梅诺蒂《阿马尔与夜来客》等現代曲的日本初演活动。1957年进入东京学艺大学工作。1966年晋升教授。曾任福岛大学、福冈教育大学讲师。1966年指挥了田中利光作曲的《四季》，获艺术节奖。还为小林秀雄《前奏曲》、尾形敏幸的《叙情小曲集》担任初演指挥。
伊藤荣一还长期担任青山學院大學绿色和谐合唱团常任指挥。从1954年5月社团创立直至1980年共参加26次社团定期演奏会。1990年至2005年还担任该校OB合唱团名誉指挥。曾任萨尔茨堡室内乐团音乐总监。
2020年2月24日因肺炎逝世。